# デリー公共図書館
デリー公共図書館（デリーこうきょうとしょかん、英: Delhi Public Library; DPL）はインド・デリーの公共図書館、「1954年図書及び新聞の納本（公共図書館）法」 (The delivery of Books (Public Libraries) Act, 1954) で納本を定められた納本図書館。この法律によって、インド国内の出版者は、出版物1部を本図書館へ納本することが定められている。

## 歴史
デリー公共図書館は、ユネスコとインド政府共同の、パイロットプロジェクトとして、1951年10月27日に設立された。この設立計画は1944年までさかのぼることができ、陸軍元帥のクロード・オーキンレックによる図書館設置の要求に呼応する形でラーマクリシュナ・ダルミア（英: Ramkrishna Dalmia）が図書館建設にかかる費用の多くを寄附したことに始まった。
1950年2月にユネスコとインド政府はプロジェクトの開始に合意した。このプロジェクトは、識字能力を獲得したばかりのインドの公衆に対し、教育を施すことを目的に起こされた一方でインドのみならず南アジアの国の公衆に社会教育を施す公共図書館の成功例を作り出すことも重要な目的に含まれていた。そうした中でインドは、欧米の図書館のような開架式図書館ではないなど、公共図書館の質は高いとはいえないものの、（当時の）アジア諸国としては一歩先を行った図書館組織であったインド図書館協会の尽力によりマドラス（現在のチェンナイ）での公共図書館法 (Madras Public Libraries Act) 制定などの成果が挙がっており、公共図書館の意識が浸透しつつあった。また、「図書館は成長する有機体である」といった図書館学五原則を唱えたことで知られるランガナタンをはじめとする有能な学者も揃っていた。こうしたこともあり、ユネスコは最初のモデルケースとしてインドを選定するに至った。
1951年10月27日、デリー公共図書館は正式開館を迎えた。開館に当たっては首相のジャワハルラール・ネルーが式典を執り行った。1955年に図書館の運営をユネスコからインド政府へと受け渡された。
1968年に都市開発のための立ち退き・移転を要求されるが、図書館側の反発により立ち退くことなく現在に至る。

## 建物・立地
中央館はデリー・ジャンクション駅（通称オールド・デリー駅とも）近くに立地している。これは、人口密度が高い駅前という立地が評価され、選定されたものである。用地の取得に当たっては、当時のイギリス・レイトン図書館 (Borough Library of Leyton) 長、エドワード・シドニーが重要なポストに就き、目的を果した。前述の通り、付近のデリー駅前広場の拡張に当たり、移転の要求があったが、図書館側の反発により移転が取り消しとなったという経緯がある。
建物は立地にすでに建てられていた一階建て建築のダルミア・ジエン・ハウス (Daimia Jain House) が若干の改修を以て利用された。ダルミア・ジエン・ハウスは、かつてはイギリス駐留軍宿舎として利用されていたものであり、図書館向けの建物ではなかったとされている。

## 図書館奉仕

### 利用資格
開館してすぐは、館内で図書や新聞を読むだけの利用者は手続きなしに入館が許され、利用者登録も制限の緩やかなものであった。しかし、利用者の予想以上の増加により、管理が正常に行えない事態となってしまった。これを受け、図書館側は利用規則を変更し、納税者名簿に記載があるものは身分証明書で、それ以外は供託金を以って入館を許可することとした。供託金の制度は不都合な人が出てくることがわかったため、後に教師、社会教育センター長などの職についている人の推薦で入館できるように変更された。
現在では、基本的に、利用者は利用者登録をすることで、費用が掛かることなく、図書館や蔵書を利用することができる。利用者登録はデリーに居住し、またはデリーに勤務している人に限られている。一方、社会的地位の高い医師、弁護士、公務員などには一定の料金を収めるように要求している。
図書館が設置されていない地域では移動図書館も運営されており、こちらは図書の返却で払い戻されるデポジットを納めることで、無料で利用することができる。移動図書館は約3,000から4,000冊の図書を積み込めるブックモービルに司書3人と手伝い1人が搭乗し運行されており、オーストリア人設計者の協力のもと、デリーで製造された。このブックモービルはインドで製造された最初のものであろうと考えられている。1992年の調査では、移動図書館の運営に関する費用（人件費、燃料費等を含みブックモービル自体の費用を含まない）は約68万インド・ルピーにものぼり、一冊の図書貸出当たり7.35インド・ルピーと図書館での貸出 (Rs. 6.41/book) よりも費用を要した。一方でS.N. Khanna 1992は「移動図書館の運営には費用がかかるものの、都心から離れた地域の住民に図書館サービスを提供するのにもっとも効果的である」と本移動図書館を評価している。
司書補や生涯学習に来る利用者のために早い時期から学習のための施設がデリー公共図書館では提供されており、インド国内は元より、周辺諸国からも図書館学の教育を受けにデリー公共図書館へやってきている。その他一般公衆に対しても、言語学習用のAV資料を貸し出したり、再生用機材を貸与するなどして社会教育の充実化に努めている。

### 分館
デリー公共図書館は建物・立地節で述べた中央館のみならず、東西南北の地区に1館ずつ建てられた地区館 (zonal library) と30の分館・分館支部 (Sub-branch)を有している。当初の図書館設置案では分館の設置は予定されていなかったが、デリー公共図書館設置計画とは別に、スラム街の住民に対する図書館奉仕として、彼らの居住区に6館の地域社会センターとの合築図書館を設置する計画が立案されており、これらの図書館をデリー公共図書館に組み込むことが容認されたことから分館として運営されている。この分館は今日では、Resettlement Colony Library (R.C. Library) として12館が存在している。その後、1963年に北部地区図書館が、1964年に東部地区図書館、西部地区図書館が次々と時期を空けずに開館し、それから約20年後となる1985年に南部地区図書館が開館した。ただし、1964年の東部地区図書館は以前から地域住民によって独自に開館していたものをデリー公共図書館の分館として取り込んだ形で開館している。

### 資料
納本図書館であるために、インド国内で発行された全ての図書、新聞、定期刊行物を受け入れている。また、国外で発行された資料についても選書助言委員会の助言に従い、資料を購入している。図書館で採用する図書分類法について、初代図書館長のカリア (Des Raj Kalia) とインド人図書館学者のランガナタンとで対立が生じたが、ランガナタンが考案したコロン分類法の採用は見送られ、世界的に通用するデューイ十進分類法で分類されることとなった。
開館直後の蔵書数は8,000冊程度であったが、1970年代中期には51万冊を数え、2010年時点で180万冊まで増加している。この蔵書規模はインドの公共図書館で最も大規模なものになっている。開館直後はヒンディー語・英語・ウルドゥー語で書かれた図書のみを備えていたが、現在ではそれに加え、パンジャーブ語やその他インドで用いられる言語で書かれた図書も収蔵の対象としている。1970年代後期の報告によれば、当時は貸出方式に機械を使用しないブラウン方式を採用しており、当時の1日当たり貸出冊数は約7,000冊にもわたっていた。
デリー公共図書館は点字図書館としての機能も有しており、ブレール文庫課が点訳を実施している。
その他に図書館が行っている図書館奉仕を以下に示す。
- ティハール刑務所（英語版）の受刑者のための刑務所図書館[18]
- 無料のインターネットサービス[18]
- DVDコレクション[18]

## 評価
当時のインドの公衆には無料で利用できる図書館という概念が乏しく、開館直後は無料で図書館が利用できることが疑われるほどであった。開館してからしばらくが経った1955年中期、ユネスコによって行なわれた調査では、図書館利用者の多くがこの図書館を好意に思っていることが明らかになっている。